# Punto caldo delle Azzorre

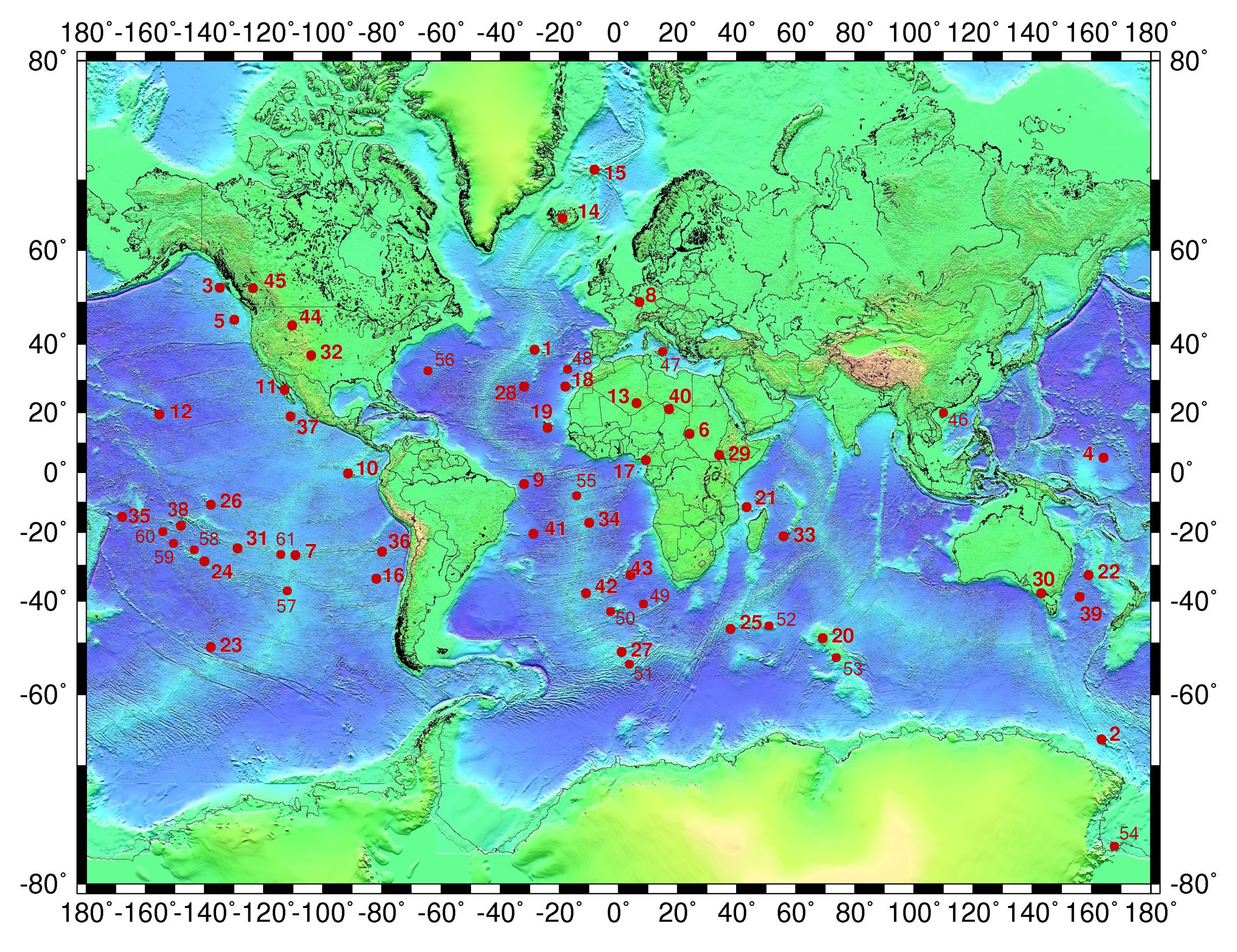
Il punto caldo delle Azzorre si trova al centro della mappa identificato dal numero 1.

Il punto caldo delle Azzorre è un punto caldo vulcanico situato nelle isole Azzorre, nella parte settentrionale dell'Oceano Atlantico.
Si tratta di un punto caldo relativamente giovane, con un rigonfiamento batimetrico, un'anomalia gravitazionale e una geochimica del basalto che differisce da quella del normale basalto delle dorsali oceaniche.
Il punto caldo delle Azzorre differisce anche dai tipici punti caldi come quello delle Hawaii per il fatto che esso ha interazioni con la dorsale medio atlantica, che si trova appena a ovest del punto caldo. Si ritiene infatti che il centro del pennacchio del punto caldo sia localizzato tra 100 e 200 km a est della dorsale, vicino all'isola di Faial.

## Area geologica

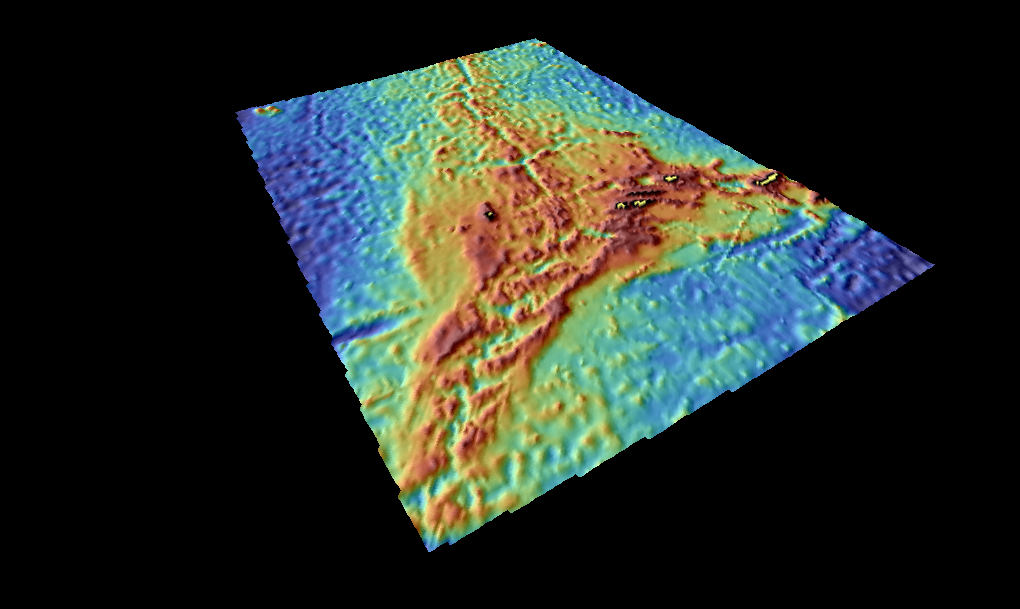
La tripla giunzione delle Azzorre

Da un punto di vista geologico, il dominio delle Azzorre comprende l'altopiano e l'arcipelago delle Azzorre, formato da 9 isole che si estendono su una distanza di 614 km, che è stato vulcanicamente attivo per 7 milioni di anni. L'arcipelago si trova su un ramo laterale della dorsale medio atlantica, in prossimità del punto di giunzione di tre placche tettoniche, la nordamericana, l'euroasiatica e l'africana. Questa particolare situazione provoca l'interazione tra la dorsale, il punto caldo e la variazione dei processi vulcanici.

## L'altopiano delle Azzorre
L'arcipelago delle Azzorre si innalza da un altopiano sottomarino, che è un'area di crosta oceanica ispessita che si ritiene sia stata formata dal punto caldo delle Azzorre circa 20 milioni di anni fa. L'evidenza deriva dalla mappatura delle anomalie negative della velocità delle onde sismiche S al di sotto delle Azzorre. Questo mostra che al di sotto dell'altopiano sottomarino c'è un'anomalia negativa limitata ai 250–300 km superiori della crosta, indicando chiaramente la presenza di un pennacchio del mantello che avrebbe creato l'altopiano delle Azzorre.

## Interazioni punto caldo-dorsale
La dorsale medio atlantica permette di offrire una diversa prospettiva e uno sguardo all'interno dei punti caldi. La dorsale agisce come una sezione trasversale del pennacchio del mantello. Le anomalie sulla dorsale risultano correlate alle interazioni con il punto caldo al di sotto delle Azzorre.
Gli studi di modellizzazione del campo gravitazionale hanno mostrato che lo spessore della crosta in questo punto è del 60% più grande del normale, c'è quindi una notevole espansione della dorsale.
L'influenza del punto caldo sulla dorsale in espansione è in gran parte asimmetrica rispetto al punto caldo, in senso nord e sud. Si ritiene che la crosta nella dorsale sia formata da una combinazione di processi magmatici e tettonici, con alimentazione di magma proveniente da una camera magmatica di breve durata.
Si ritiene che il punto caldo sia responsabile dell'aumento della produzione del fuso all'interno del mantello, supportando così una maggior durata della camera magmatica che provoca l'ispessimento della crosta. Tuttavia, la dorsale medio atlantica ha anche mostrato di avere effetti sul punto caldo delle Azzorre che influenzano le caratteristiche dell'altopiano sottomarino. Si ritiene che le più importanti dorsali dell'altopiano siano state create lungo l'asse di espansione della dorsale. Queste interazioni tra la dorsale medio atlantica e il punto caldo delle Azzorre sono responsabili delle caratteristiche geomorfologiche uniche messe in evidenza dall'altopiano delle Azzorre, dall'arcipelago e dall'area di dorsali che lo attraversano.